# Unités marocaines engagées dans la guerre du Sahara occidental
De nombreuses unités des forces armées royales sont engagées dans la guerre du Sahara occidental.

## Historique
Lors de cette guerre, de nombreux régiments sont créés et l'armée marocaine croit fortement en taille pour pouvoir s'opposer à la guérilla du Front Polisario, menée par l'armée populaire de libération sahraouie.

## Unités de l'armée royale
L'armée royale engage de nombreuses unités, notamment les régiments d'infanterie motorisée, les groupes d'escadrons blindés et les groupes d'artillerie royale.

### Unités d'infanterie
- 1re RIM, qui possède un bataillon d'infanterie parachutiste déployé vers 1977[1]
- 3e RIM
- 4e RIM
- 5e RIM, créé en juillet 1976.[1]
- 6e RIM, créé en juillet 1976.[1]
- 7e RIM, créé en juillet 1976.[1]
- 8e RIM, créé en juillet 1976.[1]
- 10e RIM, engagé lors de la bataille de Ras-el-Khanfra en 1980-1981[2]
- 11e RIM, à Aousserd en 1991[3].
- 12e RIM, à Tichla en 1991[3].
- 14e RIM

### Groupes d'escadrons blindés
- 3e GEB[4]
- 4e GEB[4]

### Groupes d'artillerie royale
- 3e GAR[4]
- 6e GAR[5]

### Groupes légers de sécurité
- 1er GLS[6]
- 3e GLS, déployé à Nouadhibou, Atar et Zouerate fin 1977.[1]

### Détachements d'interventions rapides
Les détachements d'interventions rapides sont formés de combattants sahraouis loyalistes.

### Autres unités
- 15e bataillon d'infanterie, chargé de protéger Bir Anzarane, Dakhla et El Argoub en 1976[1]
- Les bataillons d'infanterie de secteur, en position sur le mur des sables.

## Aviation marocaine

### Aéronefs engagés
- 1 escadron de 17 Northrop F-5 (F-5A, F-5B et RF-5A) basé à Kénitra et utilisé pour l'appui aérien rapproché et la reconnaissance[8];
- 1 escadron de 24 Northrop F-5 (F-5E et F-5F) basé à Kénitra et utilisé pour l'appui aérien rapproché et la défense aérienne[8];
- 2 escadrons, regroupant 38 Mirage F-1 (F-1CH et F-1EH plus évolués[9]), basés à Sidi Slimane et Laâyoune et utilisés pour l'attaque au sol et la défense aérienne[8];
- 1 escadrille de 4 à 6 OV-10A basée à Kénitra et utilisée pour la reconnaissance[8],[10];
- 1 escadron de 24 Alpha Jet basé à Meknès[8], 12 d'entre eux étant utilisés pour l'attaque au sol[10] en plus des missions d'entrainement[11]
- 1 escadron de transport et de ravitaillement à Kénitra, équipé de 19 Douglas C-47, C-130H et KC-130H Hercules, Boeing 707-138[8];
- 27 hélicoptères Agusta-Bell 205, AB.206 et AB.212, affectés à des missions de transport léger, d'évacuation sanitaire ou de liaison[8];
- 35 hélicoptères de transport SA330 Puma[8];
- 24 hélicoptères SA342 Gazelle, armés de missiles ou utilisés pour la reconnaissance[10].